# Фемарнский диалект
Фемарнский диалект (нем. Fehmarner Platt) — немецкий диалект, принадлежащий к нижнесаксонским диалектам нижненемецкого языка. Распространён на немецком острове (и в городе) Фемарн в Балтийском море. Вместе с дитмаршенским, восточногольштейнским и райнфельдским причисляется к гольштейнским диалектам.